# Savigné-sous-le-Lude
Savigné-sous-le-Lude è un comune francese di 437 abitanti situato nel dipartimento della Sarthe nella regione dei Paesi della Loira.

## Società

### Evoluzione demografica
Abitanti censiti